# Aliaksandr Hleb
Pour les articles homonymes, voir Hleb.
Aliaksandr Pawlavitch Hleb (en biélorusse : Аляксандр Паўлавіч Глеб) ou Aleksandr Pavlovitch Gleb (en russe : Александр Павлович Глеб), né le 1er mai 1981 à Minsk (URSS, aujourd'hui Biélorussie), est un footballeur international biélorusse qui évolue au poste de milieu de terrain.
Son frère, Vyacheslav, est également footballeur.

## Biographie

### Jeunesse et débuts
Hleb grandit à Minsk, sa mère étant entrepreneur et son père conduit des pétroliers. Son père a rénové des maisons inhabitées en Ukraine après la catastrophe de Tchernobyl. Avant de jouer au football, Hleb pratique la natation et la gymnastique. 
Il commence à jouer au football sur les terrains de l'école du FK Dynamo Minsk. À l'âge de 17 ans il signe en faveur de FC BATE Borissov, une équipe de première division au nord de Minsk. La saison suivante, il remporte le championnat. 

### Stuttgart (2000-2005)
En 2000, lui et son frère, Vyacheslav Hleb, signent en Allemagne pour le club du VfB Stuttgart. Il devient rapidement l'un des joueurs les plus importants de l'équipe. 
Lors de la saison 2002-2003, Stuttgart finit second du championnat et bat Manchester United en Ligue des champions. Hleb devient l'un des grands artisans de la formation allemande. Cependant après le départ de l'entraîneur Felix Magath au Bayern Munich, Stuttgart ne réalise pas une aussi bonne saison bien que Hleb soit resté un des meilleurs joueurs du championnat.

### Arsenal (2005-2008)
Le 27 juin 2005, Alexander Hleb rejoint le club anglais d'Arsenal FC pour quatre ans et quinze millions d'euros. Arsène Wenger l'utilise à divers postes de milieu mais c'est généralement sur l'aile droite que le milieu biélorusse évolue. 
Il marque son premier but contre Barnet lors d'un match amical de début de saison. Le 21 août 2005, il joue son premier match contre Chelsea. Il se blesse peu après au genou lors d'un match avec la Biélorussie et ne joue plus pendant deux mois.
Il fait son retour lors du dernier match de poule de la Ligue des champions contre l'Ajax Amsterdam le 7 décembre.
Dès janvier 2006, il est titulaire dans le onze de départ de la formation londonienne et participe au parcours européen qui mène les Gunners jusqu'à la finale à Paris, perdue contre le FC Barcelone.
En mai 2008, son agent annonce que le joueur quitte Arsenal.

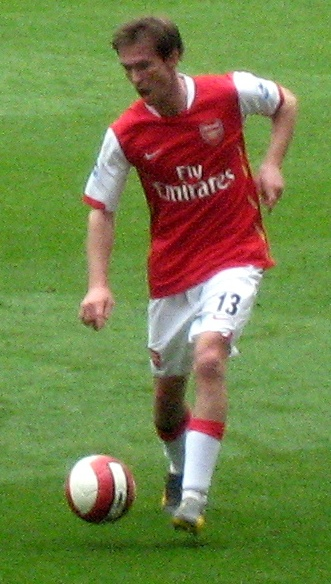
Hleb sous le maillot d'Arsenal en 2007.

### FC Barcelone (2008-2009)
Hleb s'engage avec le FC Barcelone le 16 juillet 2008 pour un contrat de quatre ans. Le FC Barcelone et Arsenal se mettent d'accord pour le transfert du milieu offensif pour un montant de quinze millions d'euros plus trois en fonction de ses performances et de ses trophées gagnés sous le maillot blaugrana.
C'est grâce à sa polyvalence que le Barça s'est intéressé à lui et Pep Guardiola, le nouvel entraineur du Barça le compare à Andrés Iniesta, figure emblématique formée au club catalan. Mais il n'est que très peu utilisé dans le système de Guardiola car barré par des joueurs comme Iniesta et Xavi. Malgré sa polyvalence, il n'est que rarement titularisé.

### Prêts successifs et rupture de contrat (2009-2012)
Le 30 juillet 2009, il est annoncé que Hleb est prêté pour une saison à son ancien club le VfB Stuttgart après avoir refusé d'être intégré dans l'échange Zlatan Ibrahimović-Samuel Eto'o, et donc d'aller à l'Inter Milan .
Le 31 août 2010, soit le dernier jour du marché des transferts, Birmingham City et le FC Barcelone se mettent d'accord sur le prêt du milieu de terrain pour une saison.
Après un très bref retour à Barcelone, Hleb est prêté pour six mois au VfL Wolfsburg à l'été 2011.
Le 14 décembre 2011, le club allemand, guère convaincu, annonce que l'option d'achat du milieu de terrain biélorusse n'est pas levée, et renvoie donc Hleb en Catalogne à l'issue du prêt le 31 décembre,.
Le 31 janvier 2012, Hleb et le FC Barcelone parviennent à un accord pour la rupture anticipée du contrat liant le joueur au club catalan, celui-ci prenant fin normalement en juin 2012.

### Russie puis retour au BATE (2012-2013)
Le 18 février 2012, Hleb s'engage jusqu'à la fin de la saison avec le club russe de Krylia Sovetov Samara. Il prend part à huit matchs de championnat avant de quitter le club russe à l'issue de son contrat.
Libre depuis début juillet 2012, Hleb s'entraîne avec le club biélorusse du FC BATE Borissov avant de s'engager à la fin du mois en faveur du club où il a fait ses débuts professionnels.
Le 11 novembre 2012, le BATE est sacré champion de Biélorussie à deux journées de la fin du championnat.

### En sélection biélorusse
Hleb porte le maillot des espoirs biélorusses plus d'une trentaine de fois. Il fait ses débuts avec l'équipe A en 2001, comme remplaçant lors de la défaite 1-0 contre le Pays de Galles. Il marque son premier but lors de la victoire 5-2 contre la Hongrie en avril 2002. Critiqué au début de sa carrière pour son manque d'implication en équipe nationale, Hleb porte le brassard de capitaine entre 2007 et 2010.

## Statistiques
| Saison                | Club                   | Championnat           | Championnat | Championnat | Coupe(s) nationale(s) | Coupe(s) nationale(s) | Compétition(s) continentale(s) | Compétition(s) continentale(s) | Compétition(s) continentale(s) | Total | Total |
| Saison                | Club                   | Division              | M.          | B.          | M.                    | B.                    | Comp.                          | M.                             | B.                             | M.    | B.    |
| 1999                  | BATE Borisov           | D1                    | 13          | 1           | 3                     | 0                     | -                              | -                              | -                              | 16    | 1     |
| 2000                  | BATE Borisov           | D1                    | 12          | 3           | -                     | -                     | -                              | -                              | -                              | 12    | 3     |
| Sous-total            | Sous-total             | Sous-total            | 25          | 4           | 3                     | 0                     | -                              | -                              | -                              | 28    | 4     |
| 2000-2001             | VfB Stuttgart          | D1                    | 6           | 0           | 2                     | 0                     | C3                             | 1                              | 0                              | 9     | 0     |
| 2001-2002             | VfB Stuttgart          | D1                    | 32          | 2           | 3                     | 0                     | -                              | -                              | -                              | 35    | 2     |
| 2002-2003             | VfB Stuttgart          | D1                    | 34          | 4           | 2                     | 1                     | CI+C3                          | 6+8                            | 1+3                            | 50    | 9     |
| 2003-2004             | VfB Stuttgart          | D1                    | 31          | 5           | 3                     | 0                     | C1                             | 8                              | 0                              | 42    | 5     |
| 2004-2005             | VfB Stuttgart          | D1                    | 34          | 2           | 5                     | 2                     | C3                             | 8                              | 0                              | 47    | 4     |
| Sous-total            | Sous-total             | Sous-total            | 137         | 13          | 15                    | 3                     | -                              | 31                             | 4                              | 183   | 20    |
| 2005-2006             | Arsenal FC             | D1                    | 25          | 3           | 5                     | 0                     | C1                             | 10                             | 0                              | 40    | 3     |
| 2006-2007             | Arsenal FC             | D1                    | 33          | 2           | 5                     | 0                     | C1                             | 10                             | 1                              | 48    | 3     |
| 2007-2008             | Arsenal FC             | D1                    | 31          | 2           | 3                     | 0                     | C1                             | 9                              | 3                              | 43    | 5     |
| Sous-total            | Sous-total             | Sous-total            | 89          | 7           | 13                    | 0                     | -                              | 29                             | 4                              | 131   | 11    |
| 2008-2009             | FC Barcelone           | D1                    | 19          | 0           | 8                     | 0                     | C1                             | 9                              | 0                              | 36    | 0     |
| 2009-2010             | VfB Stuttgart (prêt)   | D1                    | 27          | 0           | 1                     | 0                     | C1                             | 8                              | 1                              | 36    | 1     |
| 2010-2011             | Birmingham City (prêt) | D1                    | 19          | 1           | 5                     | 1                     | -                              | -                              | -                              | 24    | 2     |
| 2011-2012             | VfL Wolfsburg (prêt)   | D1                    | 4           | 1           | -                     | -                     | -                              | -                              | -                              | 4     | 1     |
| 2011-2012             | Krylia Sovetov Samara  | D1                    | 8           | 0           | -                     | -                     | -                              | -                              | -                              | 8     | 0     |
| Sous-total            | Sous-total             | Sous-total            | 77          | 2           | 14                    | 1                     | -                              | 17                             | 1                              | 108   | 4     |
| 2012                  | BATE Borisov           | D1                    | 6           | 0           | -                     | -                     | C1                             | 10                             | 0                              | 16    | 0     |
| 2013                  | BATE Borisov           | D1                    | 23          | 3           | -                     | -                     | C3+C1                          | 2+2                            | 0                              | 27    | 3     |
| Sous-total            | Sous-total             | Sous-total            | 29          | 3           | -                     | -                     | -                              | 14                             | 0                              | 43    | 3     |
| 2013-2014             | Konyaspor              | D1                    | 16          | 2           | -                     | -                     | -                              | -                              | -                              | 16    | 2     |
| 2014-2015             | Konyaspor              | D1                    | 14          | 0           | 1                     | 0                     | -                              | -                              | -                              | 15    | 0     |
| Sous-total            | Sous-total             | Sous-total            | 30          | 2           | 1                     | 0                     | -                              | -                              | -                              | 31    | 2     |
| 2014-2015             | Gençlerbirliği SK      | D1                    | 15          | 2           | 4                     | 0                     | -                              | -                              | -                              | 19    | 2     |
| 2015-2016             | Gençlerbirliği SK      | D1                    | 12          | 0           | -                     | -                     | -                              | -                              | -                              | 12    | 0     |
| Sous-total            | Sous-total             | Sous-total            | 27          | 2           | 4                     | 0                     | -                              | -                              | -                              | 31    | 2     |
| 2015                  | BATE Borisov           | D1                    | 4           | 0           | 1                     | 0                     | C1                             | 7                              | 0                              | 12    | 0     |
| 2016                  | BATE Borisov           | D1                    | 6           | 0           | -                     | -                     | C1+C3                          | 2+1                            | 0                              | 9     | 0     |
| Sous-total            | Sous-total             | Sous-total            | 10          | 0           | 1                     | 0                     | -                              | 10                             | 0                              | 21    | 0     |
| 2016-2017             | Krylia Sovetov Samara  | D1                    | 7           | 0           | -                     | -                     | -                              | -                              | -                              | 7     | 0     |
| Sous-total            | Sous-total             | Sous-total            | 7           | 0           | -                     | -                     | -                              | -                              | -                              | 7     | 0     |
| 2018                  | BATE Borisov           | D1                    | 15          | 0           | 3                     | 0                     | C1+C3                          | 5+4                            | 1+0                            | 27    | 1     |
| 2019                  | BATE Borisov           | D1                    | 1           | 0           | 2                     | 0                     | C3                             | 2                              | 0                              | 5     | 0     |
| 2019                  | Isloch Minsk Raion     | D1                    | 13          | 0           | -                     | -                     | -                              | -                              | -                              | 13    | 0     |
| Sous-total            | Sous-total             | Sous-total            | 29          | 0           | 5                     | 0                     | -                              | 11                             | 1                              | 45    | 1     |
| Total sur la carrière | Total sur la carrière  | Total sur la carrière | 460         | 33          | 56                    | 4                     | -                              | 112                            | 10                             | 628   | 47    |

## Palmarès

### En club
BATE Borisov
- Champion de Biélorussie en 1999, 2012, 2013 et 2015

 VfB Stuttgart
- Vice-champion d'Allemagne en 2003

 Arsenal FC
- Finaliste de la Ligue des champions en 2006
- Finaliste de la Coupe de la Ligue en 2007

 FC Barcelone
- Champion d'Espagne en 2009
- Vainqueur de la Coupe d'Espagne en 2009
- Vainqueur de la Ligue des champions en 2009

### Distinctions personnelles
- Élu footballeur biélorusse de l'année à six reprises entre 2002 et 2008.